# Пруска митологија
Пруска митологија је била политеистичка религија Старих Пруса, аутохтоних народа Пруске, пре пруског крсташког рата који су водили витезови Тевтонског реда. Била је уско повезан са другим балтичким верама, литванском и летонском митологијом. Митови и легенде нису преживели пошто су Пруси постали германизовани и њихова култура је изумрла почетком 18. века. Фрагментарне информације о боговима и ритуалима могу се наћи у разним средњовековним хроникама, али већина њих је непоуздана. Ниједан извор не документује паганску религију пре присилне христијанизације у 13. веку. Већина онога што се зна о пруској религији добијено је из сумњивих извора из 16. века.

## Историјска позадина и извори
Тевтонски ред, крсташки војни ред, започео је Пруски крсташки рат 1220-их. Њихов циљ је био да покоре и преобрате паганске Прусе у хришћанство. Витезови су градили тврђаве од брвана и камена, које су се показале као неосвојиве за Прусе. Упркос пет пруских устанака, освајање Пруске је завршено до 1280-их. Немачки, литвански, летонски и пољски колонисти поново су населили десетковани регион. Процењује се да је око 1400. године Прусима било 100.000 и чинили су око половине укупног становништва Пруске. Пруси су били подложни германизацији и асимилацији и на крају су изумрли негде после 16. века. Витезови су сматрали паганство злом, вредним потпуног искорењивања, а не проучавања. Стога нису показивали интересовање за локалне обичаје и нису дали детаљне извештаје о пруској митологији. Делови поузданих, али случајних и фрагментарних помињања богова и традиција могу се наћи у званичним тевтонским документима и хроникама, као што су Кристбуршки уговор из 1248. године, Хроника Петра фон Дузбурга или преписка са папом.
Погођена протестантском реформацијом, некадашње католичко упориште Монашка држава Теутонских витезова трансформисана је у Лутеранско војводство Пруска 1525. Верски спорови донели су ново интересовање за паганску пруску религију. У то време су настале две фундаменталне студије о пруској култури: Sudovian Book и Хроника Симона Грунауа. Постоји значајна академска дебата о ауторству, датирању и поузданости Судовске књиге . Већина савремених литванских научника прати Вилхелма Манхарта и третира га као поуздан и независан извор, који је коришћен за припрему Constitutiones Synodales,, књиге церемонија коју је припремио црквени синод и објављена 1530. Друга школа мишљења тврди да је било супротно: Судовска књига је била искривљена копија Синодалеса, који је заузврат припремљен на основу Грунауа, и да их све треба одбацити као „изум” и „фалсификат”.
Симон Грунау (умро око 1530) је много критикован због коришћења сумњивих и фалсификованих извора и често допуњавања чињеница сопственом маштом. Савремени научници често одбацују хронику као дело фикције, иако су литвански истраживачи склонији да буду опрезнији и покушавају да пронађу одређене квалитете. Дело је одговорно за увођење и популаризацију неколико великих легенди: краља Видевута из 6. века, храма Ромуве, паганског тројства (Пеколс, Потримпо и Перкунас), паганског првосвештеника (Криве-Кривајто) и жена ваиделинс (слично римским весталама).
Различити каснији аутори су једноставно копирали информације из Грунауа и Судовске књиге, додајући никакве или врло мало нових информација.

## Пруски пантеон

### Ране листе
Кристбуршки уговор из 1249. помиње Курче, идола који се обожава током празника жетве. Научници нису били у стању да позитивно одреде његов род, функцију или етимологију. Различите предложене функције укључују бога хране (Симон Грунау), бога ковача (слично словенском Сварогу и грчком Хефесту), бога творца (изведену од сродне литванске речи курти – стварати), бога жетве и жита, злог духа, бога ватре. Неки су чак сумњали да ли је то уопште бог и сугерисали да је то име дато кукурузној лутки.
Други поуздан извор је меморандум из 1418 (Collato Episcopi Varmiensis) који је бискуп Вармије написао папи Мартину V. Писмо је подсетило папу на тевтонска достигнућа у христијанизацији Пруса, који више нису обожавали Патоллуа и Натримпеа. Већина научника ово тумачи као два различита бога, али патолу би такође могао бити придев (зао, паклени) за опис Натримпеа. На основу каснијих радова, патолу се обично идентификује као Пеколс, љути бог подземног света, а Натримпе као Потримпо, бог мора или жита.
Поред тројства Пеколса, Потримпа и Перкунаса, Грунау је помињао три мања бога: Вурсцхаито или Борсзкаито и Сзваибротто су били персонификације Видевута и Брутена, а Цурчо је био бог хране (позајмљен из Кристбуршког уговора).
| Constitutiones Synodales | Sudovian Book           | Функција           | Римски еквивалент |
| ------------------------ | ----------------------- | ------------------ | ----------------- |
| Occopirmus               | Ockopirmus              | Главни бог неба    | Сатурн            |
| Suaixtix                 | Swayxtix                | Бог светлости      | Сол               |
| Ausschauts               | Auschauts               | Бог болесних       | Асклепије         |
| Autrympus                | Autrimpus               | Бог мора           | Кастор            |
| Potrimpo                 | Potrimpus               | Бог текуће воде    | Полидеук          |
| Bardoyas                 | Bardoayts               | Бог бродова        | Нептун            |
|                          | Pergrubrius             | Бог биљака         |                   |
| Piluuytus                | Pilnitis                | Бог изобиља        | Церера            |
| Perkūnas                 | Parkuns                 | Бог грома          | Јупитер           |
| Peckols                  | Peckols and Pockols     | Бог пакла, зли дух | Плутон, Ериније   |
|                          | Puschkayts              | Бог земље          |                   |
|                          | Barstucke and Markopole | Слуге Пушкајца     |                   |

### Суаиктик
Суаиктик (алтернативан правопис: Suaixtis, Swaystix, Schwaytestix, Swaikticks, Sweigtigx, Szweigsdukks) је описан као „бог светлости“ (Gott des Lichts) у историјским изворима, од звезда. Предложено је да његово име буде сродно речи за звезду у словенским језицима, реконструисаној као *звезда. Такође се чини да је повезан са речима за звезду у балтичким језицима. Чини се да име божанства садржи пруску основу -swaigst-, присутну у swaigst-an (можда у вези са немачким Schein, светлост) и глаголу er-schwaigstinai ("(то) осветљава").
С друге стране, Роман Зароф, који је још увек у складу са тумачењем као бог светлости, постулира да је могао бити соларно божанство, на основу етнографских и фолклорних података других балтичких језика.

## Литераутра
- Mikhailov, N. "Das “gemischte” slawisch-baltische Pantheon von Christian Knauthe". In: Res Balticae Nr. 01, 1995. pp. 115–139.
- Zaroff, Roman. "Some aspects of pre-Christian Baltic religion". In: New researches on the religion and mythology of the Pagan Slavs. Edited by Patrice Lajoye. Paris: Lingva, 2019. pp. 183–219.
- Ivanov, V. V. "The Baltic god of light and the Balto-Slavic word for star". In: Res Balticae, Nr. 02, 1996. pp. 135–149.